# دالة هيمل بلوه
في الإستمثال الرياضي، تعتبر دالة هيمل بلوه دالة متعددة الوسائط.

وتستخدم كمشكلة اختبار في الإستمثال الخوارزمي.

## الدالة
تمت تسمية الدالة على اسم مقدمها ديفيد موتنر هيمل بلوه (1924-2011).
والصيغة الرياضيه للدالة هي: 

{\displaystyle f(x,y)=(x^{2}+y-11)^{2}+(x+y^{2}-7)^{2}.\quad }

ولها قيمة عظمي واحدة عند 

{\displaystyle x=-0.270845\,} و {\displaystyle y=-0.923039\,}
وتكون قيمة الدالة عندها هي: 

{\displaystyle f(x,y)=181.617\,} 

بينما لها أربع قيم صغري متساوية عند:
- {\displaystyle f(3.0,2.0)=0.0,\quad }
- {\displaystyle f(-2.805118,3.131312)=0.0,\quad }
- {\displaystyle f(-3.779310,-3.283186)=0.0,\quad }
- {\displaystyle f(3.584428,-1.848126)=0.0.\quad }